# Sabre de cavalerie légère modèle AN IX
Sabre de cavalerie légère modèle AN IX (шабля легкої кавалерії зразка IX року) — французька кавалерійська шабля прийнята на озброєння у 1800—1801 роках. Широко використовувалась під час наполеонівських війн. Зразок поступав на озброєння кінно-єгерських, гусарських та шеволежерських полків.

## Історія
У IX році революційної ери (1800—1801 рр.) у Франції була образована спеціальна комісія для розробки нових зразків озброєння для армії. Комісія зокрема розробило проєкти піхотної напівшаблі, палаша для важкої кавалерії та шаблі для легкої кавалерії. Остання була прийнята на озброєння під назвою «Шабля легкої кавалерії зразка IX року» (фр. Sabre de cavalerie légère modèle AN IX). Шаблі і палаші зразка IX року, а також розроблені на їх основі зразки XI року, стали основним видом клинкової зброї французької кавалерії під час наполеонівських війн, хоча у полках (особливо гусарських) також використовували старі зразки. Виробництво легкокавалерійських шабель, як і іншої холодної зброї, відбувалось на державних мануфактурах у Клінгенталі (Manufacture d'armes de Klingenthal) та Версалі (Manufacture d'armes de Versailles). Усього було вироблено 26 296 шабель зразка IX року.

## Опис

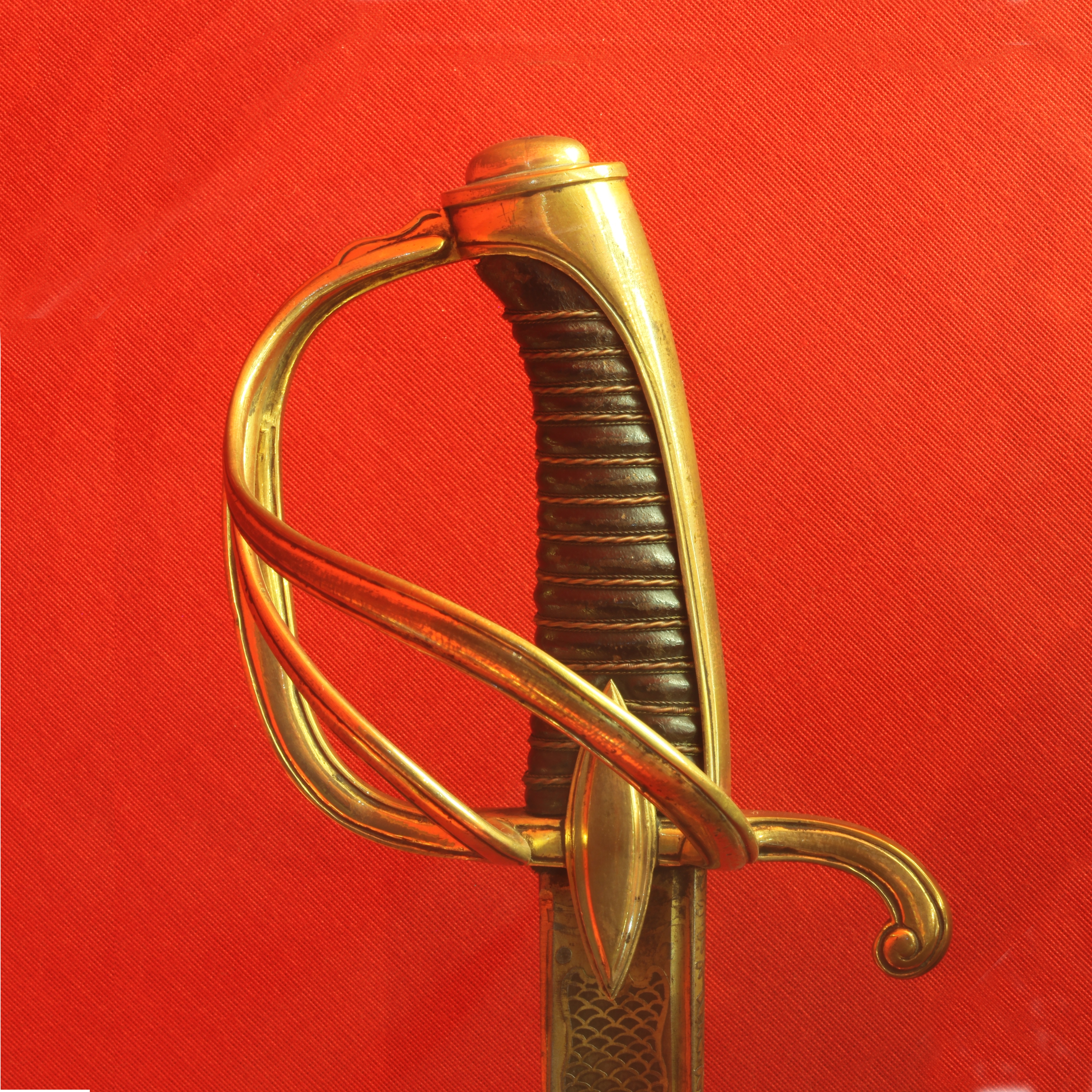
Ефес шаблі зразка IX року, з невеликими відмінностями від регламентованого зразка

Легкокавалерійська шабля зразка IX року мала однолезвійний викривлений клинок без долів. Ефес складається з гарди та руків'я. Гарда латунна, з основною дужкою і двумя бічними. Руків'я покрито шкірою та має жолобки. У середній частині руків'я розташовані овальні латунні накладки. Спинку руків'я покриває латунна планка, яка переходить у овальну опуклу голівку. Піхви стальні, товщиною 0,95 мм, з двумя гайками з кільцями і черевиком (накладкою у нижній частині піхов). Довжина клинка 87 см, кривизна 5,4 см, вага з піхвами — 1,65 кг.